# Игнатий I Константинополски
Игнатий I Константинополски (на гръцки: Ιγνάτιος) е константинополски патриарх от 847 до 858 година и от 867 до 877 година. Светското му име е Никита или Никетас. Чества се като светец на 23 октомври.
Игнатий е син на византийския император Михаил I Рангаве и на Прокопия, дъщеря на император Никифор I. След свалянето на баща му през 813 г. от император Лъв V, той е кастриран и заедно с по-големия си брат, съимператора Теофилакт Рангаве, (за да не стане император) е изпратен в изгнание на остров Проти при Константинопол. Там Игнатий става игумен и основава три манастира на Принцовите острови, на които стои начело.
На 4 юли 847 г. е номиниран от императорица Теодора II за константинополски патриарх като наследник на патриарх Методий I. Свален е от император Михаил III на 23 ноември 858 година, изгонен е от града и е заменен от Фотий I. В периода 858 – 867 г. се намира в заточение. Първоначално е държан в различни затвори, а след това живее в своя манастир на остров Теребинтос. През 860 г. получава правото да се върне отново в Константинопол. На 23 ноември 867 година Игнатий е възстановен на патриаршеския престол от император Василий I. Игнатий изпраща свещеници и епископи в България, за да предотврати засилване на влиянието на папата над нея. През 870 г. Българската църква се връща отново под върховенството на византийската църква. Склонен е на компромиси със Западната църква за разлика от патриах Фотий I. Ето защо той свиква събор, наречен от Римокатолическата църква „осми веселенски“, за да преодолее така наречената малка схизма.
На събора от 870 г. е призната автономността на Българската православна църква. Ръкополага и първия български архиепископ Йосиф I.
Игнатий умира на 23 септември 877 г., а Фотий I става отново патриарх и поддържа неговото обявяване за светец, като пи-късно дарява негов мозаечен портрет на „Света София“.